# The Swing of Delight
The Swing of Delight è il secondo album solista del chitarrista Carlos Santana del 1980.

## Tracce
1. Swapan Tari (Chinmoy) - 6:46
2. Spartacus Love Theme From (Nord) - 6:50
3. Phuler Matan (Chinmoy) - 5:52
4. Song for My Brother (Santana) - 6:56
5. Jharna Kala (Chinmoy) - 7:11
6. Gardenia (Santana) - 7:08
7. La Llave (Santana) - 3:40
8. Golden Hours (Santana) - 6:36
9. Sher Khan, the Tiger (Shorter) - 5:45

## Formazione
- Bass – David Margen (tracks: A1, B2, C1, D2), Ron Carter (tracks: A2, C2, D1, D3)
- Congas – Francisco Aguabella (tracks: D1)
- Congas, Bongos, Percussion – Armando Peraza
- Congas, Percussion, Vocals – Raul Rekow
- Drums – Tony Williams* (tracks: A1, B1, C2), Graham Lear (tracks: C1, D2), Harvey Mason (tracks: A2, B2, D1, D3)
- Engineer [Assistant] – Bob Kovach
- Engineer [Digital] – Jeff Mestler
- Flute, Saxophone – Russell Tubbs (tracks: A1, B1, B2, C1, D2,)
- Guitar, Vocals, Percussion – Devadip Carlos Santana*
- Keyboards – Herbie Hancock
- Mastered By – Paul Stubblebine
- Mixed By – David Rubinson
- Producer – David Rubinson
- Recorded By – Leslie Ann Jones
- Saxophone – Wayne Shorter (tracks: A2, C2, D1, D3)
- Timbales, Percussion, Vocals – Orestes Vilato
- Vocals – Alex Ligertwood (tracks: D1)